# Anthurium acanthospadix
Anthurium acanthospadix är en kallaväxtart som beskrevs av Thomas Bernard Croat och Oberle. Anthurium acanthospadix ingår i släktet Anthurium och familjen kallaväxter. Inga underarter finns listade.